# Phaonia fuscula
Phaonia fuscula este o specie de muște din genul Phaonia, familia Muscidae, descrisă de Xue și Zhang în anul 1996.
Este endemică în Jilin. Conform Catalogue of Life specia Phaonia fuscula nu are subspecii cunoscute.